# Самара Морган
Самара Морган — главный антагонист американских фильмов ужасов «Звонок», «Звонок 2», «Звонки». Самара имеет чёрные длинные волосы, одета в белое платье. Большую часть своего экранного времени она является призраком. Среди её жертв есть как люди, так и животные.
В фильме «Звонок» (2002) и «Звонок 2» (2005) роль Самары исполнила американская актриса Дейви Чейз. В фильме «Звонок 2» мёртвую Самару сыграла американская актриса Келли Стейблс, а в сценах, где Самара должна ползти, роль этого персонажа была исполнена актрисой Бонни Морган, в титрах данная актриса указана не была.
В фильме «Звонок 2» было расширено экранное время Самары Морган и увеличена её активность. В фильме «Звонки» данный персонаж стал использовать более современные технологии, но её экранное время сильно уменьшилось.
В фильме «Звонки» (2017) на роль Самары была взята актриса Бонни Морган, способная изгибать свои суставы самым невероятным образом. Помимо этого, ей нужно было носить контактные линзы, сложный латексный грим и особое устройство под платьем, которое позволяло Самаре постоянно капать водой. Во флешбеках Самару играла актриса Дейви Чейз.

## Способности и слабости
При жизни Самара могла внушать галлюцинации, осуществлять контроль электричества. Став призраком, она обрела новые способности: могла контролировать воду, телепортироваться и телепортировать жертву в свой параллельный мир, изгибать тело в необычные формы, убивать взглядом, исцелять зрение.
Согласно фильму «Звонок», человек, посмотревший проклятую видеозапись, может спастись от Самары Морган, если сделает копию и покажет другому человеку (передав ему проклятие). Однако в этом случае Самара может продолжать мучить жертву галлюцинациями до окончания 7 дней (как это было с Рэйчел Келлер в фильме «Звонок» (2002)), а в фильме «Звонок 2» было показано, что Самара по своему желанию может спустя время вернуться к преследованию людей, показавших копию проклятого видео другому человеку (как это было с Рэйчел Келлер и Эйданом Келлер). Помимо этого, «Звонок 2» продемонстрировал, что в параллельном мире Самары от этого призрака можно спастись, если удастся закрыть её в колодце (так сделала Рэйчел). В этом же фильме было показано, что Самара боится воды, поэтому человека, в которого Самара вселилась, можно освободить, поместив в воду и создав угрозу того, что он может утонуть (тогда призрак покинет тело). В фильме «Звонки» также было показано, что силы призрака не могут убить слепого человека, но в такой ситуации Самара может исцелить человеку зрение, чтобы убить (как это было с Гэленом Бёрком).

## Вымышленная биография
Дата рождения — 8 февраля 1970 года. Мать Самары Эвелин Бортэн похитил священник Гэлен Бёрк, он изнасиловал её и запер в подвале церкви, в результате родилась Самара. Её мать во время беременности страдала от галлюцинаций, посылаемых ей ещё не родившейся дочерью. В итоге Эвелин попыталась утопить Самару, когда та была младенцем, но её остановили монахини. После этого девочку отправили в сиротский приют, а её мать — в психиатрическую больницу. Проходит время, и девочку удочеряют Анна и Ричард Морганы. Они были владельцами ранчо на острове Моэско.
Исходя из слов Самары в фильме «Звонок» (2002) у неё сложились хорошие отношения с приёмной матерью, но с приёмным отцом они были довольно напряжёнными (Самара считала, что Ричард хотел, чтобы её не было). Со временем она стала вызывать галлюцинации у приёмных родителей, а также у лошадей, принадлежавших Морганам, это стало причиной того, что животные убились, бросившись с обрыва. Впоследствии Анна и Самара какое-то время находились в психиатрической больнице. Затем приёмный отец сооружает для Самары комнатку в сарае фермы под самой крышей. Потом он вынудил приёмную дочь переселиться из дома именно туда, надеясь, что расстояние между ней и Анной облегчит видения и галлюцинации последней, но страдания Анны продолжались и она решила избавиться от приёмной дочери, попытавшись задушить девочку полиэтиленовым пакетом, после чего сбросила её в колодец. Однако Самара пришла в себя в колодце. Девочка 7 дней боролась за жизнь, после чего умерла и стала призраком в 1978 году. После на месте колодца построили дом отдыха Шелтер Маунтен.

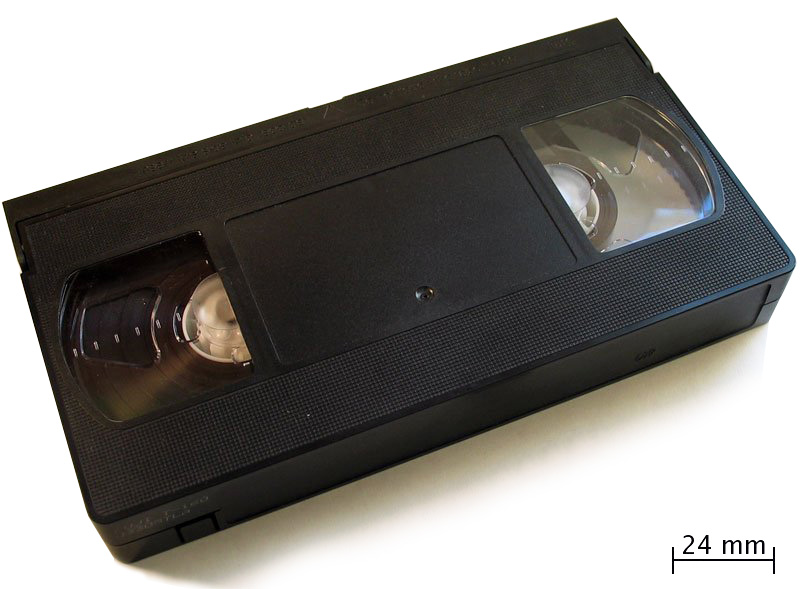
Самара Морган при помощи своих способностей записала проклятие на видеокассету без маркировки

Позднее туда приехало четверо подростков на выходные. Они стали первыми жертвами Самары. Они посмотрели созданную ею смертоносную видеокассету и погибли через 7 дней. Происходит это следующим образом: после просмотра кассеты зритель получает звонок, призрак говорит ему по телефону фразу «Семь дней», далее лицо зрителя станет размыто видно на фотографии и через камеру, он начнёт видеть галлюцинации, а через 7 дней призрак придёт за зрителем и убьёт его, если зритель не сделает копию видео на кассете и не даст посмотреть её другой жертве. Однако и в этом случае призрак может продолжать мучить жертву галлюцинациями до окончания 7 дней (как это было с Рэйчел Келлер в фильме «Звонок» (2002).
Среди жертв Самары Кэтрин Эмбри и трое ее друзей, Ноа Клей, Джейк Пирс, Макс Рурк и т. д. Массовая гибель людей произошла по вине Самары Морган в начале фильма «Звонки», когда призрак атаковал людей в самолете, что привело к его крушению.

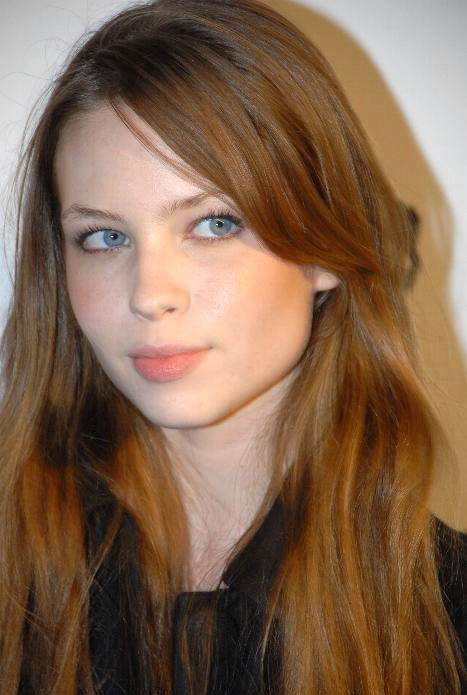
Дейви Чейз играла Самару Морган в фильмах «Звонок» и «Звонок 2»

Журналистка Рэйчел Келлер и ее бывший парень Ноа Клей после просмотра смертоносной видеокассеты смогли найти останки Самары и сообщили об этом службам, которые должны были их захоронить, но Ноа все равно был убит призраком (Рэйчел выжила, так как показала ему копию видео на кассете после того, как смотрела его сама). Позднее группа подростков начинает смотреть смертоносную кассету, они своевременно делали копии и показывали друг другу, что позволяло им избегать смерти. Однако копию Джейка Пирса не стал смотреть тот, кто должен был его сменить, Джейк попробовал показать ее девочке из своей школы, но та не стала смотреть, в итоге призрак переместил Джейка в свой параллельный мир и убил, а затем вселился в его труп. Смерть Джейка заинтересовала журналистку Рэйчел Келлер, она пошла проверять труп и столкнулась с Самарой. Позднее Самара приходит к ее сыну Эйдану и пытается завладеть его телом, со временем ей это удается, но Эйдан (обладающий экстрасенсорными способностями) является матери во сне и подсказывает, что для того, чтобы выгнать призрака из тела, нужно утопить его. Рэйчел усыпляет его и топит, Самара уходит, тело возвращается к выжившему Эйдану. Затем Самара перемещает Рэйчел в свой параллельный мир, в колодец. Однако Рэйчел смогла выбраться от туда и запереть там Самару.
Профессор Гэбриэль Браун организовал эксперимент с проклятым видео, участники эксперимента пытались разгадать его происхождение, а также передавали копии друг другу, чтобы выжить после просмотра, Скай Джонстон не смогла передать копию и была убита Самарой. Тем временем биологический отец Самары священник Берк замуровал ее останки в стене своего дома, поэтому они не были захоронены. Он ослепил себя для того, чтобы защититься от Самары, но та возвращает ему зрение и убивает его. Позже останки Самары достают и сжигают Джулия и Холт (участник эксперимента). Тем не менее, призрак захватывает тело Джулии и рассылает видео со своей видеокассеты всем контактам Джулии, обрекая всех их на смерть, если они не догадаются сделать копию и показать другим.

## Появления в других медиа

### Мультсериалы
- Она появляется в мультсериале «Удивительный мир Гамбола», в серии «The Ghouls», где обучает Алана и Лесли пользоваться кассетами, причём говорит она с ярко выраженным азиатским акцентом, вероятно это отсылка к тому, что изначально «Звонок» это японский фильм ужасов.
- Также она появляется в серии «Dead Dog Walking» мультсериала «Гриффины», она выходит из облака пара и оказывается, что за ней "охотился"  Гленн Куагмаер.

## Критика
В одной из статей российского интернет-портала «Film.ru» Самара характеризуется, как «воплощение Зла». Автор пишет, что она выглядит так жутко, что можно умереть «от разрыва сердца, просто увидев ее во плоти». Автор подчеркивает большую силу Самары, из-за которой героям удалось в лучшем случае лишь на время отсрочить ее нападения в первом и втором фильмах. Согласно другой статье российского интернет-портала «Film.ru», с приходом в нашу жизнь смартфонов и планшетов Самара становится всесильной. Марк Диннинг в британском киножурнале «Empire» назвал Самару одним из самых «безжалостных, неразумных, просто неконтролируемых злодеев киноиндустрии». Согласно российской газете «Амурская правда», в фильме «Звонок» Самара —  это «персонаж, олицетворяющий зло», в фильме «Звонок 2» она напоминает Фредди Крюгера, но последний страшнее. Согласно российскому СМИ «Российская газета», Самара Морган смогла затмить своего японского прототипа Садако Ямамуру. Американский веб-сайт «IGN» охарактеризовал Самару Морган как дерганую и жуткую злодейку.
Режиссер фильма «Звонок» Гор Вербински считает, что фильмы ужасов наиболее удачны, когда касаются какой-нибудь актуальной современной проблемы. В случае с его фильмом «Звонок» это склонность переносить свою ненависть на другого. Жертва считает себя в праве причинять вред уже всем подряд.
Во втором фильме американской франшизы «Звонок 2» Самара Морган действует более активно, чем в первом («Звонок»). Российский веб-сайт Tramvision.ru положительно оценивает эти изменения. Российская газета «Амурская правда» относит возросшую активность персонажа к недостатку «Звонка 2», т. к. «нет и тени той скрытой опасности, что в первой части».

Режиссер фильма «Звонки» Ф. Хавьер Гутьеррес в интервью журналистам российского интернет-портала «Film.ru» заявил, что в «Звонках» он и другие создатели фильма стремились осовременить окружающую Самару реальность, что давало условия для более быстрого распространения проклятия. Ф. Хавьер Гутьеррес заявил следующее об образе персонажа Самара Морган в «Звонках»:
«...тут мы как раз решили соблюсти традиции и оставили Самару почти такой же, какой она была пятнадцать лет назад. Мы даже используем в «Звонках» некоторые кадры из первого и второго фильмов, но зритель, скорее всего, не сможет найти отличий – мы сменили главного специалиста по гриму, но на качество работы гримеров и костюмеров это никак не повлияло» .  
Российский интернет-портал «Film.ru» поместил Самару Морган на первое место в списке «11 самых жутких детей из кинофильмов». Американский веб-сайт «IGN» поставил Самару Морган на 19 место в списке «25 лучших злодеев в ужастиках». По данным социологического опроса 2009 года среди студентов-очников ВУЗов и старшеклассников школ, проведенного в 7 регионах Приволжского федерального округа России, Самара Морган заняла второе место по популярности среди самых ужасных киноперсонажей фильмов ужасов (после Фредди Крюгера).
Российский интернет-портал «Film.ru» положительно оценивает то, что в фильме «Звонки» Самара Морган стала сильнее. Российские сайт «FatCatSlim.ru», информационное агентство «InterMedia» критиковали то, что в фильме «Звонки» Самара редко появляется в кадре. Журнал «25-й кадр» отмечает то, что в фильме «Звонки» много вопросов вызывает мотивация Самары.

## Компьютерные игры
- Квест «Звонок» от iLocked. Главная цель игрока квеста освободить Самару Морган.
- Существует сторонняя модификация для игры Grand Theft Auto: San Andreas, добавляющая скин Samara Morgan Skin (THE RING).
- В игре Dead by Daylight является одним из убийц.
- В игре I Am Part-time Worker!! является плохим покупателем.

## Музыка
Песни:
- Samara Morgan (исполняют — 121k).
- Samara Morgan (исполняют — sykesville).
- Rap da Samara Morgan (исполняют — Thiaguinho Winchester).
- SAMARA MORGAN (исполняют — wassgoodlc).